# Hôpital de St. Helena
L’hôpital de St. Helena (en anglais, St. Helena Hospital) est un centre hospitalier adventiste à Angwin dans la région verdoyante de Napa Valley en Californie. C'est l'institution médicale adventiste la plus ancienne (1878) après l'Institut de la réforme sanitaire (1866) de Battle Creek, mais la plus ancienne actuellement car le Sanitarium de Battle Creek n'existe plus. Elle adhère pleinement à la philosophie holistique de la santé totale : traiter l'être entier (physique, mental, social et spirituel). 

## Histoire
L’hôpital de St. Helena dans le comté de Napa a été fondé en 1878 sous l’appellation « la retraite sanitaire rurale » (13 lits au départ) par Dr Merritt Kellogg, un frère du Dr John Harvey Kellogg. Durant les années 1890, l'institution se transforma en un édifice de cinq étages, à l'allure d'un hôtel, avec vérandas, un ascenseur, un court de tennis, une piscine, le téléphone et des machines pour produire les granose flakes (un précurseur des cornflakes) et du jus de raisin des vignes d'alentour. Il fut alors renommé le Sanitarium de St. Helena. Il fournit divers services : chirurgie, hydrothérapie, kinésithérapie, maternité, activités physiques, et d'autres programmes de médecine préventive. En 1891, une école d'infirmières fut créée.    

## Services
- Centre cardio-vasculaire
- Services médicaux et chirurgicaux
- Centre de soins d’urgence
- Centre de réhabilitation de la dépendance alcoolique et de détoxication médicamenteuse
- Centre Martin O’Neill du cancer - Oncologie : dépistage, chirurgie et traitement du cancer
- Science du comportement
- Centre des désordres du sommeil
- Service des femmes : mammographie et tests de la densité osseuse. (Les services d’obstétrique et de gynécologie sont à St. Helena, Clearlake et à Hidden Valley Lake).

St. Helena opère un centre de la santé qui aide les gens à perdre du poids, à cesser de fumer et de boire, et à traiter le diabète. L'hôpital est un membre d'Adventist Health, une organisation qui supervise et gère les centres hospitaliers adventistes de la Californie.
St. Helena est affilié pour les études d'infirmerie au College de l'Union du Pacific qui se trouve dans la même localité. Un projet est actuellement en cours pour la construction d'un campus de l'hôpital.   